# رودا رنی
رودا رنی (انگلیسی: Rhoda Rennie; ۲ مهٔ ۱۹۰۹ – ۱۱ مارس ۱۹۶۳) شناگر اهل آفریقای جنوبی بود.